# José Manuel García Naranjo
José Manuel García Naranjo (Rociana del Condado, Huelva, 28 de julio de 1994), conocido como José Naranjo, es un futbolista español. Juega de delantero y se encuentra sin equipo.

## Trayectoria
Se formó futbolísticamente en las categorías inferiores del Recreativo de Huelva.
En 2014 fue cedido al Villarreal C. F. "B", equipo en el que jugó un total de 26 partidos consiguiendo marcar 4 goles.
En 2015 llegó a Tarragona para las tres próximas campañas, tras la finalización de su contrato con el Recreativo de Huelva. Ocupó la posición de segundo punta y también podía jugar como extremo izquierdo.
En su primera temporada con el Nàstic de Tarragona se convirtió en máximo goleador del equipo con 16 goles incluidos los de la eliminatoria por los puestos de ascenso y fue ganando protagonismo poco a poco durante toda la temporada hasta llegar a ser una de las principales figuras del equipo tarraconense y uno de los jugadores más queridos para la afición.[cita requerida]
El 17 de junio de 2016 el Real Club Celta de Vigo anunciaba su fichaje para las próximas cinco temporadas. El 10 de enero de 2017 fichó por el K. R. C. Genk por tres temporadas más lo que restaba de la temporada 2016-17.
En septiembre de 2017 fue cedido al Club Deportivo Leganés hasta final de temporada con opción de compra.
En verano de 2018 firmó por el Club Deportivo Tenerife.
En el mercado de invierno de la temporada 2019-20 firmó con el AEK Larnaca de la Primera División de Chipre como cedido. El 25 de agosto de 2020 regresó al club, nuevamente cedido, por una temporada.
El 12 de julio de 2021, tras rescindir su contrato con el C. D. Tenerife, firmó por la Sociedad Deportiva Ponferradina de la Segunda División.
Tras jugar 36 partidos y marcar tres goles en Segunda División en la temporada 2022-23, el 28 de junio de 2023 firmó un contrato de dos años con el Jagiellonia Białystok de Polonia. En el primero de ellos contribuyó con ocho tantos a la conquista de la Ekstraklasa. En el segundo optó por regresar a España y fichó por la U. D. Ibiza. Su etapa en la isla finalizó en enero de 2025 tras rescindir su contrato.

## Clubes
| Club                           | País    | Año       | Partidos | Anotado |
| ------------------------------ | ------- | --------- | -------- | ------- |
| R. C. Recreativo de Huelva "B" | España  | 2011-2014 | ?        | ?       |
| R. C. Recreativo de Huelva     | España  | 2012-2014 | 9        | 0       |
| Villarreal C. F. "B"           | España  | 2014-2015 | 26       | 4       |
| Villarreal C. F.               | España  | 2014-2015 | 2        | 0       |
| Club Gimnàstic de Tarragona    | España  | 2015-2016 | 38       | 16      |
| R. C. Celta de Vigo            | España  | 2016-2017 | 3        | 0       |
| K. R. C. Genk                  | Bélgica | 2017      | 21       | 6       |
| C. D. Leganés                  | España  | 2017-2018 |          | 1       |
| C. D. Tenerife                 | España  | 2018-2020 |          |         |
| AEK Larnaca                    | Chipre  | 2020-2021 |          |         |
| S. D. Ponferradina             | España  | 2021-2023 | 70       | 11      |
| Jagiellonia Białystok          | Polonia | 2023-2024 | 0        | 0       |
| U. D. Ibiza                    | España  | 2024-2025 |          |         |

## Palmarés

### Títulos nacionales
| Título      | Equipo                | País    | Año     |
| ----------- | --------------------- | ------- | ------- |
| Ekstraklasa | Jagiellonia Białystok | Polonia | 2023-24 |

### Premios LFP
| Categoría                                        | País   | Temporada |
| ------------------------------------------------ | ------ | --------- |
| Premios BBVA al mejor jugador del mes de febrero | España | 2015-16   |
| Jugador revelación de segunda división           | España | 2015-16   |